# کریستاپور آلاوردیان
کریستاپور نیکوغوسی (نیکلایی) آلاوردیان (آلاوردوف) (ارمنی: Քրիստափոր Նիկողոսի (Նիկոլայի) Ալավերդյան (Ալավերդով)؛  زادهٔ ۲۵ مهٔ ۱۸۹۵ - درگذشته آوریل ۱۹۴۲) فرد نظامی اهل ارمنستان بود.

## زندگی‌نامه
وی در ۲۵ مهٔ ۱۸۹۵ در en:Nakhichevan uezd به دنیا آمد و از آکادمی نظامی فرونزه و آکادمی نظامی ستاد کل نیروهای مسلح فدراسیون روسیه فارغ‌التحصیل گشت. همچنین برندهٔ جوایزی همچون نشان پرچم سرخ کار، نشان پرچم سرخ شده‌است. وی در آوریل ۱۹۴۲ در سن ۴۶ سالگی در نورنبرگ درگذشت.